# Bernard Kakado
Bernard Kakado est un chef de guerre congolais né le 26 janvier 1924 à Kagaba dans la chefferie des Walendu Bindi, District de l'Ituri, territoire d'irumu, dans l'actuelle Province Orientale de la République démocratique du Congo (à l'époque au Congo belge) et mort le 15 octobre 2011 à Bunia.
Fondateur du groupe armé Force de résistance patriotique de l'Ituri, il a été arrêté en 2007. Il a été condamné le 9 août 2010 à Bunia par un tribunal militaire à la prison à perpétuité, à 87 ans, pour crimes de guerre perpétrés par sa milice, notamment pour des massacres en 2002 et d'autres crimes en 2006 et 2007,. L'ONG Avocats sans frontières s'est engagée pour « défendre les droits des victimes » dans le procès.